# Kelly Price
Kelly Cherelle Price (Queens, Nova Iorque; 3 de abril de 1973) é uma cantora de R&B norte-americana.

## Biografia

### 1973-1997: Vida antes da fama e início da carreira
Kelly Cherelle Price nasceu em Queens, Nova Iorque em 3 de abril de 1973. Cantava no coral de uma igreja quando criança e teve seu primeiro compromisso profissional com George Michael, no Madison Square Garden, em janeiro de 1992. Foi ouvida cantar pela cantora Mariah Carey no mesmo ano, após Carey encerrar sua apresentação no Grammy, escutando-a e em seguida apresentada para o CEO Tommy Mottola da Sony Music Entertainment e Columbia Records. Price serviu como vocal de apoio para algumas canções de sucesso, como "Fantasy" de Mariah Carey, "Mo Money Mo Problems" de The Notorious B.I.G., "Heartbreak Hotel" de Whitney Houston e trabalhando em obras diversas com Faith Evans, Lil' Kim,
Aretha Franklin, Brian McKnight, SWV e R. Kelly.

## Discografia
| Ano  | Álbum                                                              | Melhor posição nas paradas musicais | Melhor posição nas paradas musicais | Certificações  |
| Ano  | Álbum                                                              | EUA                                 | EUA R&B                             | Certificações  |
| ---- | ------------------------------------------------------------------ | ----------------------------------- | ----------------------------------- | -------------- |
| 1998 | Soul of a Woman - Lançamento: 23 de junho de 1998                  | 15                                  | 2                                   | - EUA: Platina |
| 2000 | Mirror Mirror - Lançamento: 27 de junho de 2000                    | 5                                   | 3                                   | - EUA: Platina |
| 2001 | One Family: A Christmas Album - Lançamento: 20 de novembro de 2001 | 176                                 | 43                                  |                |
| 2003 | Priceless - Lançamento: 29 de abril de 2003                        | 10                                  | 2                                   | - EUA: Ouro    |
| 2006 | This Is Who I Am - Lançamento: 24 de outubro de 2006               | 54                                  | 9                                   |                |
| 2011 | Kelly - Lançamento: 3 de maio de 2011                              | 36                                  | 9                                   |                |
| 2014 | Sing Pray Love Vol.1: Sing                                         |                                     |                                     |                |